# 白濱快起
白濱 快起（しらはま かいき、2004年7月5日 - ）は、広島県呉市出身の元プロ野球選手（投手）。右投右打。NPBでは育成選手であった。

## 経歴

### プロ入り前
小学6年時から身長が180cmと恵まれた体格であった。
2022年ドラフト会議で育成2位で千葉ロッテマリーンズに指名され、入団。背番号は128。入団会見では「支配下選手になるためにどんな技術を磨き、どういうアピールをしていきたいのか」という質問をぶつけた際、「体も全然できていなくて、体も細いので体づくりをこの1年間やっていきたい。角度のある真っ直ぐが自分の売り、この先伸ばしていけたらなと思います」としていた。

### ロッテ時代
常時140キロ中盤の速球、切れのある変化球をもつ本格派右腕として嘱望されたが、プロでは2年目はイースタンでわずか2試合登板に終わり、2024年10月に戦力外通告を受けた。

## 詳細情報

### 背番号
- 128（2023年[2] - 2024年）